# Jenlain
Jenlain est une commune française, située dans le département du Nord (59) en région Hauts-de-France.
Elle a donné son nom à la bière Jenlain.

## Géographie
Commune française se situant dans le département du Nord (59) entre Valenciennes (10 kilomètres) et Le Quesnoy (6 kilomètres).

### Communes limitrophes
| Curgies     | Sebourg |                           |
|             | Jenlain | Wargnies-le-Grand         |
| Villers-Pol |         | Wargnies-le-Petit Frasnoy |

### Hydrographie

#### Réseau hydrographique
La commune est située dans le bassin Artois-Picardie. Elle est drainée par l'Aunelle, le ruisseau la Petite aunelle et un autre petit cours d'eau,.
L'Aunelle, d'une longueur de 27 km, prend sa source dans la commune de Locquignol et se jette  dans l'Hogneau à la frontière franco-belge en face de Quiévrain et Hensies. 

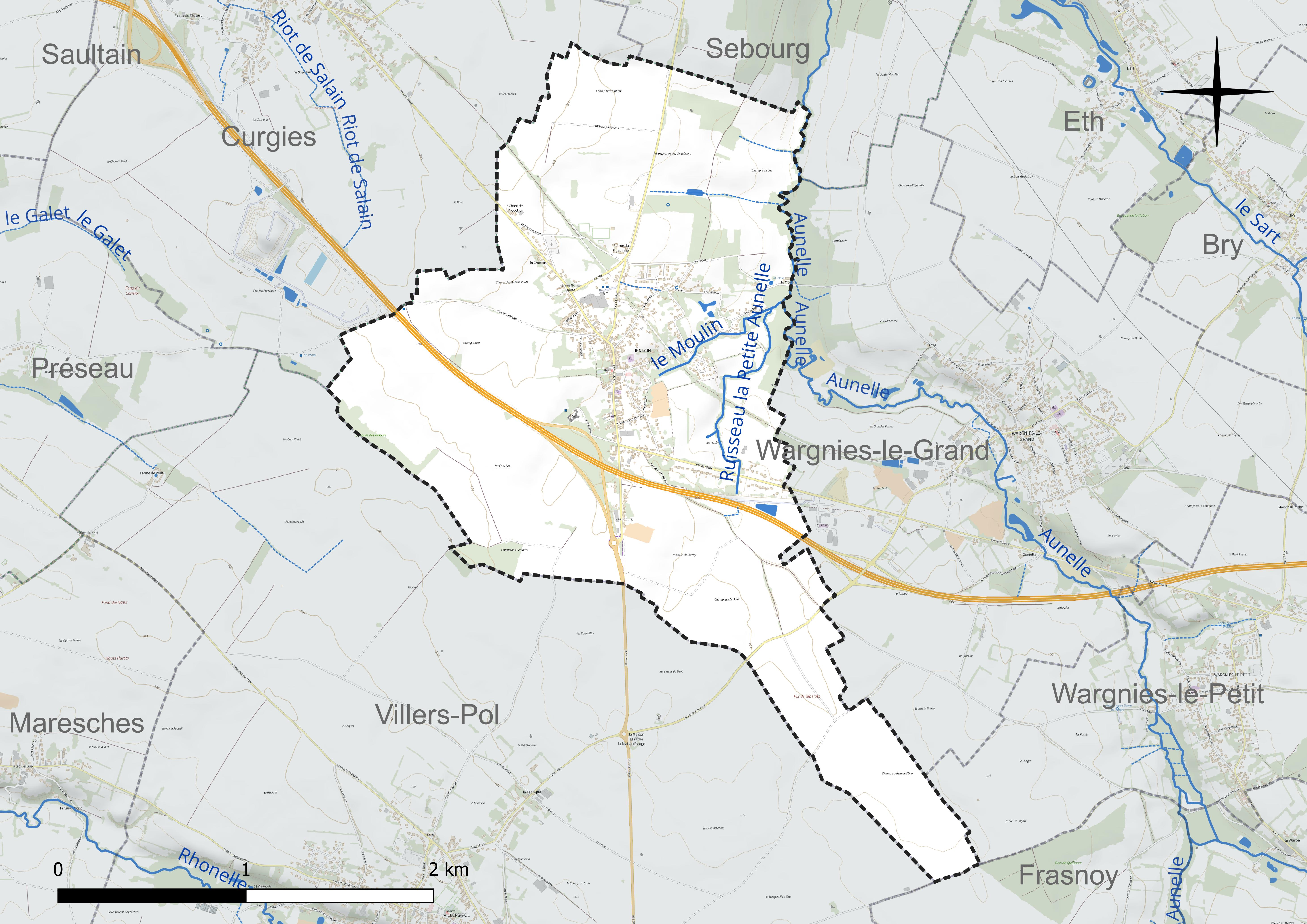
Réseau hydrographique de Jenlain.

#### Gestion et qualité des eaux
Le territoire communal est couvert par le schéma d'aménagement et de gestion des eaux (SAGE) « Escaut ». Ce document de planification concerne un territoire de 2 005 km2 de superficie, délimité par le bassin versant de l'Escaut. Le périmètre a été arrêté le 9 juin 2006 et le SAGE proprement dit a été approuvé le 13 juillet 2021. La structure porteuse de l'élaboration et de la mise en œuvre est le syndicat mixte Escaut et Affluents (SyMEA). 
La qualité des cours d'eau peut être consultée sur un site dédié géré par les agences de l'eau et l'Agence française pour la biodiversité. 

### Climat
Pour des articles plus généraux, voir Climat des Hauts-de-France et Climat du Nord.
En 2010, le climat de la commune est de type climat océanique dégradé des plaines du Centre et du Nord, selon une étude du CNRS s'appuyant sur une série de données couvrant la période 1971-2000. En 2020, Météo-France publie une typologie des climats de la France métropolitaine dans laquelle la commune est exposée à un climat océanique altéré et est dans la région climatique  Nord-est du bassin Parisien, caractérisée par un ensoleillement médiocre, une pluviométrie moyenne régulièrement répartie au cours de l'année et un hiver froid (3 °C). 
Pour la période 1971-2000, la température annuelle moyenne est de 10 °C, avec une amplitude thermique annuelle de 14,8 °C. Le cumul annuel moyen de précipitations est de 778 mm, avec 13 jours de précipitations en janvier et 9,5 jours en juillet. Pour la période 1991-2020, la température moyenne annuelle observée sur la station météorologique la plus proche, située sur la commune de Valenciennes à 9 km à vol d'oiseau, est de 11,0 °C et le cumul annuel moyen de précipitations est de 694,1 mm,. Pour l'avenir, les paramètres climatiques de la commune estimés pour 2050 selon différents scénarios d'émission de gaz à effet de serre sont consultables sur un site dédié publié par Météo-France en novembre 2022.

## Urbanisme

### Typologie
Au 1er janvier 2024, Jenlain est catégorisée ceinture urbaine, selon la nouvelle grille communale de densité à sept niveaux définie par l'Insee en 2022.
Elle est située hors unité urbaine. Par ailleurs la commune fait partie de l'aire d'attraction de Valenciennes (partie française), dont elle est une commune de la couronne,. Cette aire, qui regroupe 102 communes, est catégorisée dans les aires de 200 000 à moins de 700 000 habitants,.

### Occupation des sols
L'occupation des sols de la commune, telle qu'elle ressort de la base de données européenne d'occupation biophysique des sols Corine Land Cover (CLC), est marquée par l'importance des territoires agricoles (86,2 % en 2018), une proportion sensiblement équivalente à celle de 1990 (86,9 %). La répartition détaillée en 2018 est la suivante : 
terres arables (75,8 %), zones urbanisées (13,5 %), prairies (6,9 %), zones agricoles hétérogènes (3,5 %), forêts (0,4 %). L'évolution de l'occupation des sols de la commune et de ses infrastructures peut être observée sur les différentes représentations cartographiques du territoire : la carte de Cassini (XVIIIe siècle), la carte d'état-major (1820-1866) et les cartes ou photos aériennes de l'IGN pour la période actuelle (1950 à aujourd'hui).

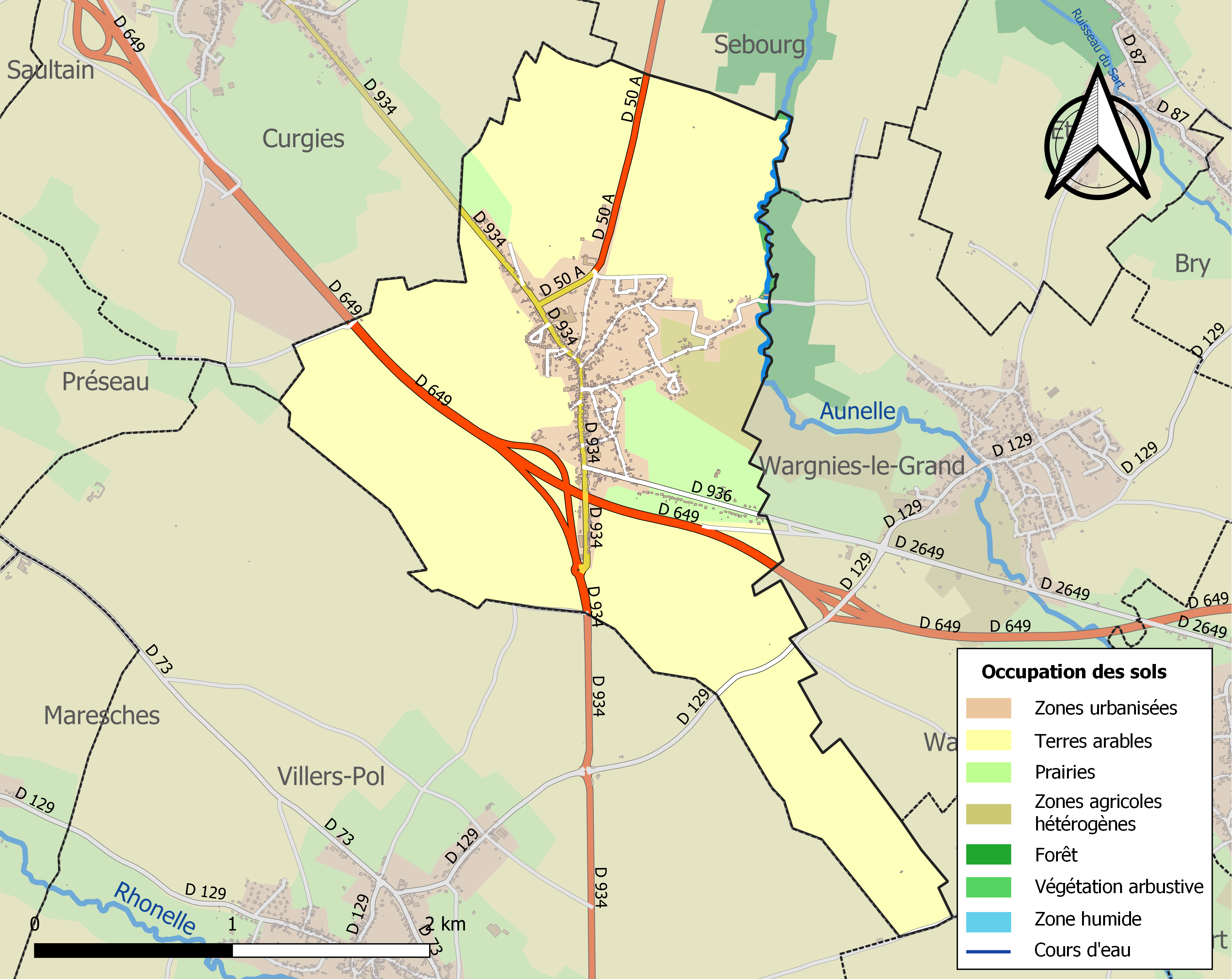
Carte des infrastructures et de l'occupation des sols de la commune en 2018 (CLC).

## Toponymie
Jenlain, Gentlinium en latin, est dans un acte de 885 nommé en tant que possession de l'église de Cambrai. Un autel est mentionné en 1148 et une église en 1181.
Jenlain, formes anciennes aussi Jenlaing, Genlaing, Genlang, Genlain, Genlin, était en 1186 une paroisse du chapitre de l'église de Cambrai. La paroisse a existé jusqu'à la Révolution et est reconstituée inchangée après la Révolution.

## Histoire
Dans la période féodale, la seigneurie hautaine de Jenlain était un arrière-fief de la seigneurie hautaine de l'Ausnoit (Aulnoy-lez-Valenciennes), et possédait à son tour un des trois fiefs de la terre de Bruay (Bruay-sur-l'Escaut).
Une légende raconte qu'au XVe siècle, lors du rattachement du Hainaut à la Bourgogne, un seigneur bourguignon du nom de Jean y fit construire son château. Il voulut former un territoire franc sur les terres entourant l'actuelle commune et prit le nom de Jean Ier, dit 'Jean l'Un' dans le patois local. Selon cette légende, il aurait donné son nom à la commune qui se serait appelée successivement 'Jeanlun' puis 'Jeanlain' et 'Jenlain'.
Au XVIe siècle, Michel Herlin Ier est seigneur de Jenlain de même que son fils Michel Herlin II, gouverneur de Valenciennes. Le père et le fils ont participé à la révolte de la ville de Valenciennes contre le roi d'Espagne (Révolte des Gueux), fin 1566-début 1567. à la suite de la répression menée par l'Espagne, les deux ont été décapités en juin 1567. Michel Herlin II a pris pour épouse Barbe Petitpas, dame de Quesnoi ( sans doute fief sur Wasquehal), fille de Guillaume Petitpas, bourgeois de Lille, acquéreur de nombreux fiefs autour de Lille (à Gondecourt, Lesquin, Wasquehal, Roubaix,...) et de Jeanne Segon.
Frédéric Herlin est seigneur de Jenlain au début du XVIIe siècle. Fils de Michel II, il devient bourgeois de Lille par achat le 6 novembre 1598. Il épouse après 1598 Péronne Petitpas, fille de Germain, seigneur de Warcoing, bourgeois de Lille, receveur des Bonnes Filles (orphelinat de filles sur Lille) et de Françoise le Cambre (Péronne est la nièce de Barbe ci-dessus). Veuve, Péronne se remarie avec Robert de Bus, écuyer, seigneur de Fresnel, de Breuze, licencié-es-lois, bourgeois de Lille le 14 septembre 1604.
Jenlain a vu souvent passer des troupes armées.
En 1712, pendant la guerre de Succession d'Espagne, l'armée française aménagea un retranchement dans la forêt de Mormal à Jenlain. Au début de la révolution, le général Neyrode, avec une partie de la garnison du Quesnoy, attaqua Jenlain.
Le 17 mai 1792 eut lieu le combat de Jalin (orthographe des ouvrages citant ce combat) entre les troupes républicaines du maréchal de Rochambeau et les troupes autrichiennes qui permit aux Français de reprendre Bavay.
En 1815, une compagnie de chasseurs Frisons des Pays-Bas passe à Jenlain. Un soldat succombe de fatigue et est enterré dans le cimetière de Jenlain. Le cimetière de Jenlain a été déplacé en 1890, et on ne trouve plus trace de sa tombe.
En 1890, Jenlain possède une fabrique de chicorée, une teinturerie, 3 moulins à eau et 4 brasseries.
Le nouveau cimetière communal de Jenlain garde aussi, avec 18 tombes de guerre de la Commonwealth War Graves Commission, le souvenir des soldats tombés pendant la Première Guerre mondiale au moment de la libération du village en novembre 1918.
Événement insolite : en 2007 un habitant de la commune a eu la surprise de trouver sur son terrain une grande quantité d'ossements : c'était l'ancien cimetière. Les restes de plus de 200 personnes ont été transférés au nouveau cimetière.

## Politique et administration

### Instances judiciaires et administratives
La commune relève du tribunal d'instance de Valenciennes, du tribunal de grande instance de Valenciennes, de la cour d'appel de Douai, du tribunal pour enfants de Valenciennes, du conseil de prud'hommes de Valenciennes, du tribunal de commerce de Valenciennes, du tribunal administratif de Lille et de la cour administrative d'appel de Douai.

### Liste des maires
Maire de 1802 à 1807 : Ant. Fr. Basset,.
Maire en 1881 : Bassez.

Maire en 1939 :  Delcourt.
| Période  | Période                   | Identité       | Étiquette | Qualité                             |
| -------- | ------------------------- | -------------- | --------- | ----------------------------------- |
| 1985     | mai 2020                  | Claude Laurent | DVG       |                                     |
| mai 2020 | En cours (au 27 mai 2020) | Johan Dremaux  |           | Professeur de lettres et d'histoire |

## Population et société

### Démographie

#### Évolution démographique
L'évolution du nombre d'habitants est connue à travers les recensements de la population effectués dans la commune depuis 1793. Pour les communes de moins de 10 000 habitants, une enquête de recensement portant sur toute la population est réalisée tous les cinq ans, les populations de référence des années intermédiaires étant quant à elles estimées par interpolation ou extrapolation. Pour la commune, le premier recensement exhaustif entrant dans le cadre du nouveau dispositif a été réalisé en 2008.

En 2022, la commune comptait 1 137 habitants, en évolution de +0,26 % par rapport à 2016 (Nord : +0,51 %, France hors Mayotte : +2,11 %).
| 1793 | 1800 | 1806 | 1821 | 1831 | 1836 | 1841  | 1846  | 1851 |
| ---- | ---- | ---- | ---- | ---- | ---- | ----- | ----- | ---- |
| 502  | 469  | 690  | 783  | 881  | 959  | 1 000 | 1 025 | 998  |

| 1856  | 1861 | 1866 | 1872 | 1876 | 1881 | 1886 | 1891  | 1896 |
| ----- | ---- | ---- | ---- | ---- | ---- | ---- | ----- | ---- |
| 1 009 | 979  | 990  | 903  | 898  | 924  | 976  | 1 016 | 938  |

| 1901 | 1906 | 1911 | 1921 | 1926 | 1931 | 1936 | 1946 | 1954 |
| ---- | ---- | ---- | ---- | ---- | ---- | ---- | ---- | ---- |
| 950  | 930  | 912  | 772  | 810  | 774  | 781  | 809  | 809  |

| 1962 | 1968 | 1975 | 1982 | 1990  | 1999  | 2006  | 2008  | 2013  |
| ---- | ---- | ---- | ---- | ----- | ----- | ----- | ----- | ----- |
| 845  | 907  | 962  | 978  | 1 137 | 1 140 | 1 097 | 1 085 | 1 113 |

| 2018  | 2022  | - | - | - | - | - | - | - |
| ----- | ----- | - | - | - | - | - | - | - |
| 1 141 | 1 137 | - | - | - | - | - | - | - |

#### Pyramide des âges
La population de la commune est relativement jeune.
En 2018, le taux de personnes d'un âge inférieur à 30 ans s'élève à 34,7 %, soit en dessous de la moyenne départementale (39,5 %). À l'inverse, le taux de personnes d'âge supérieur à 60 ans est de 24,4 % la même année, alors qu'il est de 22,5 % au niveau départemental.
En 2018, la commune comptait 570 hommes pour 571 femmes, soit un taux de 50,04 % de femmes, légèrement inférieur au taux départemental (51,77 %).
Les pyramides des âges de la commune et du département s'établissent comme suit.
| Hommes | Classe d’âge | Femmes |
| ------ | ------------ | ------ |
| 0,2    | 90 ou +      | 0,5    |
| 4,6    | 75-89 ans    | 6,0    |
| 18,8   | 60-74 ans    | 18,7   |
| 22,5   | 45-59 ans    | 20,5   |
| 17,5   | 30-44 ans    | 21,4   |
| 15,1   | 15-29 ans    | 13,8   |
| 21,4   | 0-14 ans     | 19,1   |

| Hommes | Classe d’âge | Femmes |
| ------ | ------------ | ------ |
| 0,5    | 90 ou +      | 1,4    |
| 5,3    | 75-89 ans    | 8,1    |
| 14,8   | 60-74 ans    | 16,2   |
| 19,1   | 45-59 ans    | 18,4   |
| 19,5   | 30-44 ans    | 18,7   |
| 20,7   | 15-29 ans    | 19,1   |
| 20,2   | 0-14 ans     | 18     |

### Manifestations culturelles et festivités
Marché de Noël
Jenlain est connue pour son marché de Noël. Elle est la première commune de la région à avoir importé ce concept d'Allemagne et son marché reste un des plus fréquentés de la région. Depuis 1990, sous l'égide de l'Association Jenlinoise du Tourisme (AJT), une quinzaine d'associations du village travaillent de concert pour en assurer le succès. Les exposants vous diront qu'ici, ce n'est pas un marché ordinaire. Ils ne s'y trompent pas et lui sont fidèles, avec toutefois un léger taux de renouvellement permettant de proposer chaque année des articles différents.
Fête de la bière
Depuis 2003, la commune organise aussi sa fête de la bière: le Festibière. Il a lieu toutes les années impaires. La Confrérie de l'Ordre des Bières de Jenlain y joue un rôle prépondérant. La manifestation est aujourd'hui reconnue comme l'une des cinq principales, en France.[réf. nécessaire]

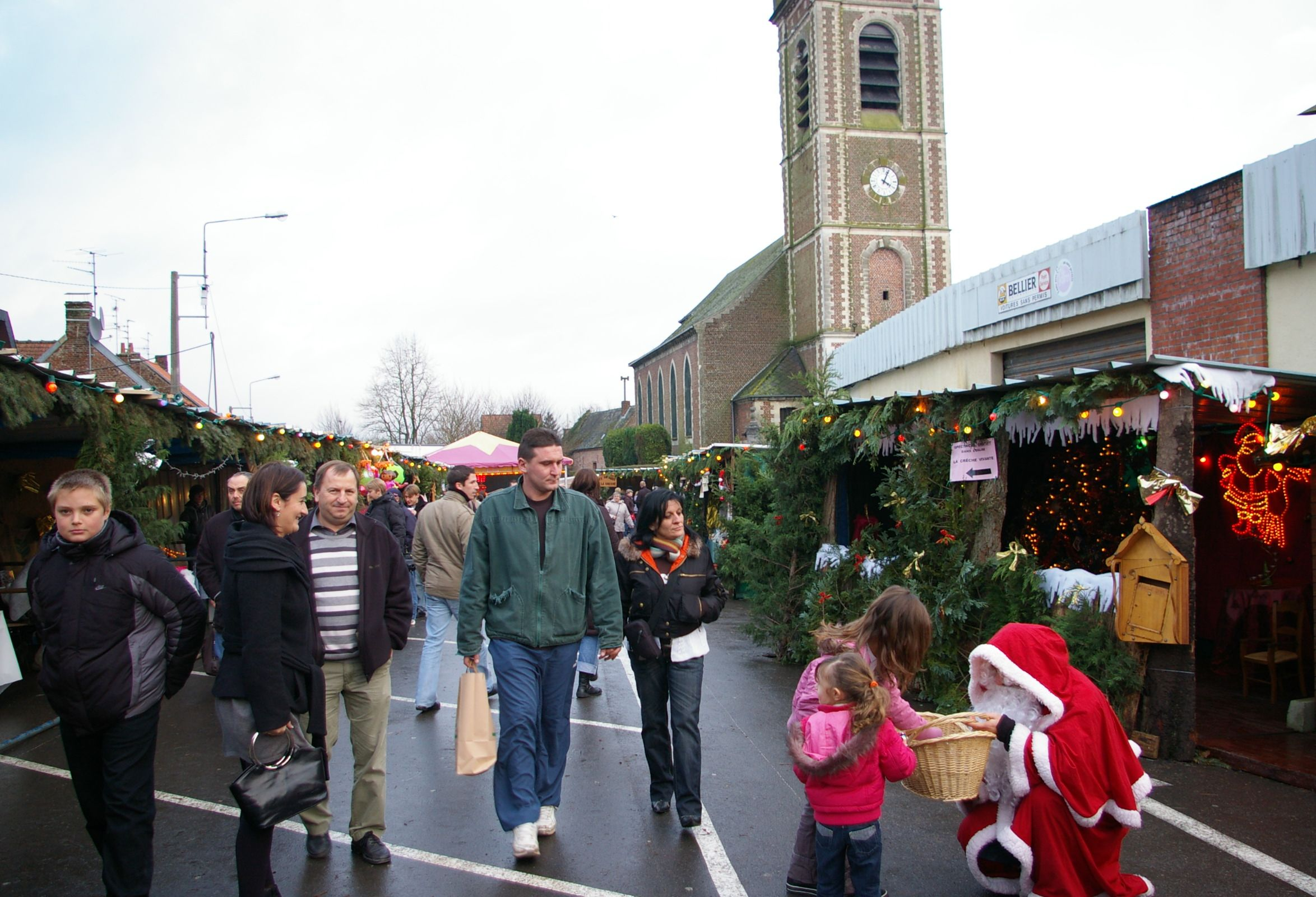
Marché de Noël.
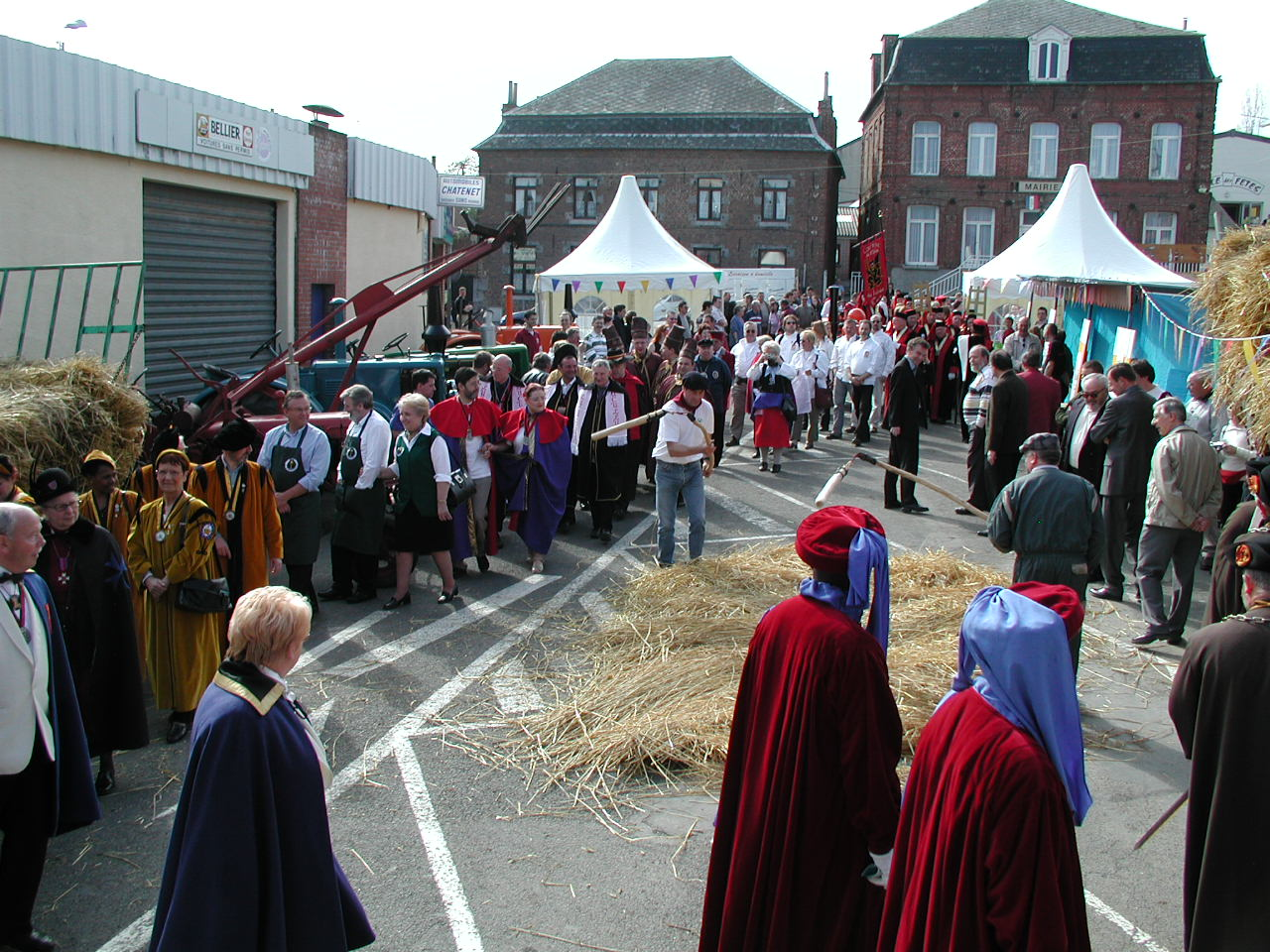
Festibière.

## Culture locale et patrimoine

### Lieux et monuments
- L'église Saint-Martin, de 1752 et 1865.
- Le Calvaire route nationale.
- Le Château d'en Haut et la ferme d'en Haut, inscrit partiellement à l'ISMH[35]. Le bâtiment principal est du XVIIIe siècle. La grange est la partie la plus ancienne (1701). Le pigeonnier-porche est daté de 1772.
- La Brasserie Duyck ; elle produit de la bière de garde depuis 1922, la Jenlain. Celle-ci a pris le nom du village en 1968. Il y avait deux brasseries à Jenlain : Duyck, mais aussi Pannaville. La présence de ces brasseries était due à l'existence de sources dont l'eau est bonne et pure. Une de ces sources a été bouchée lors de la construction de la voie expresse reliant Valenciennes à Maubeuge.
- Le cimetière de Jenlain héberge une vingtaine de tombes de la Commonwealth War Graves Commission de soldats morts à la libération du village dans la première semaine de novembre 1918[36].

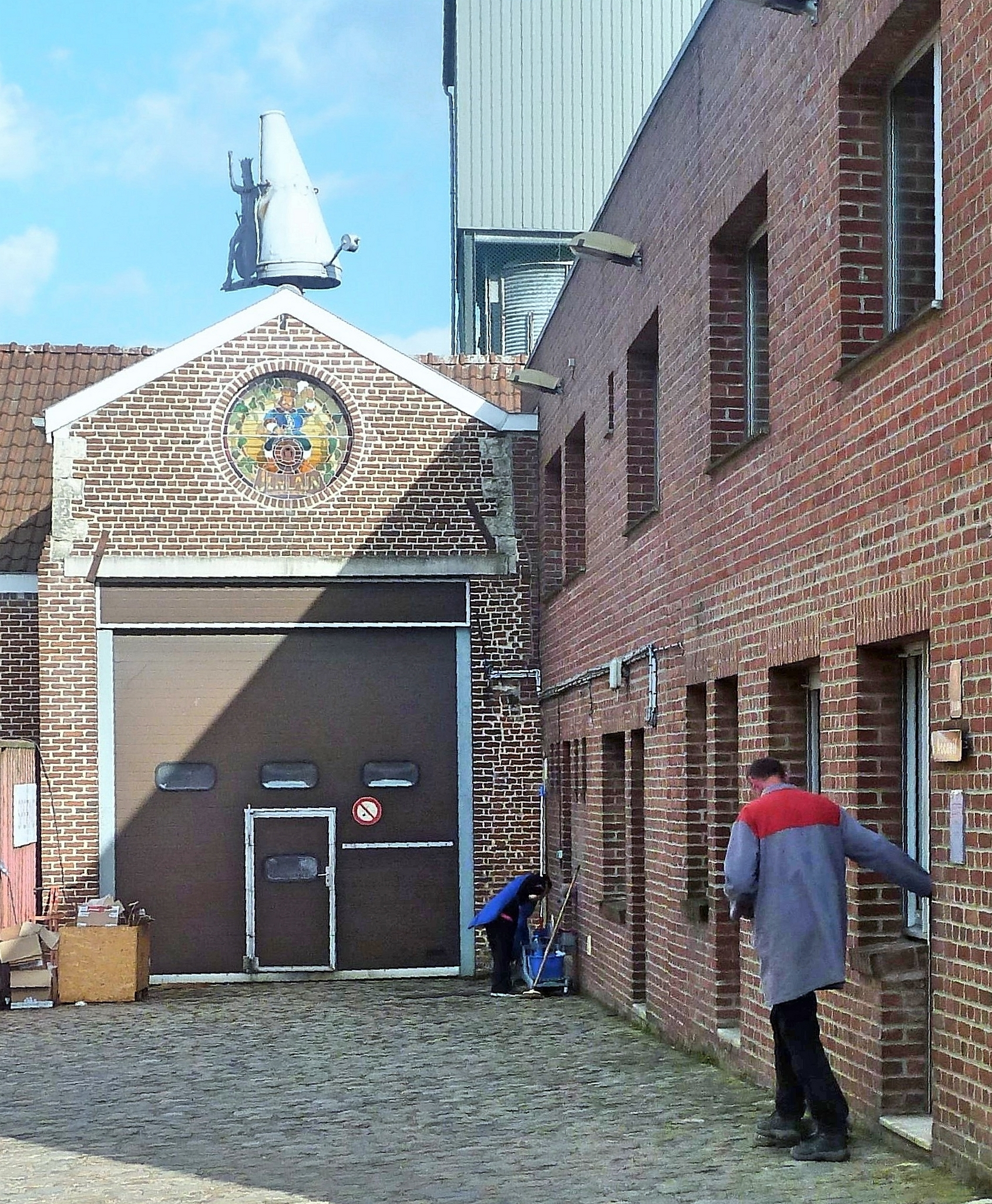
Jenlain.- Brasserie Duyck

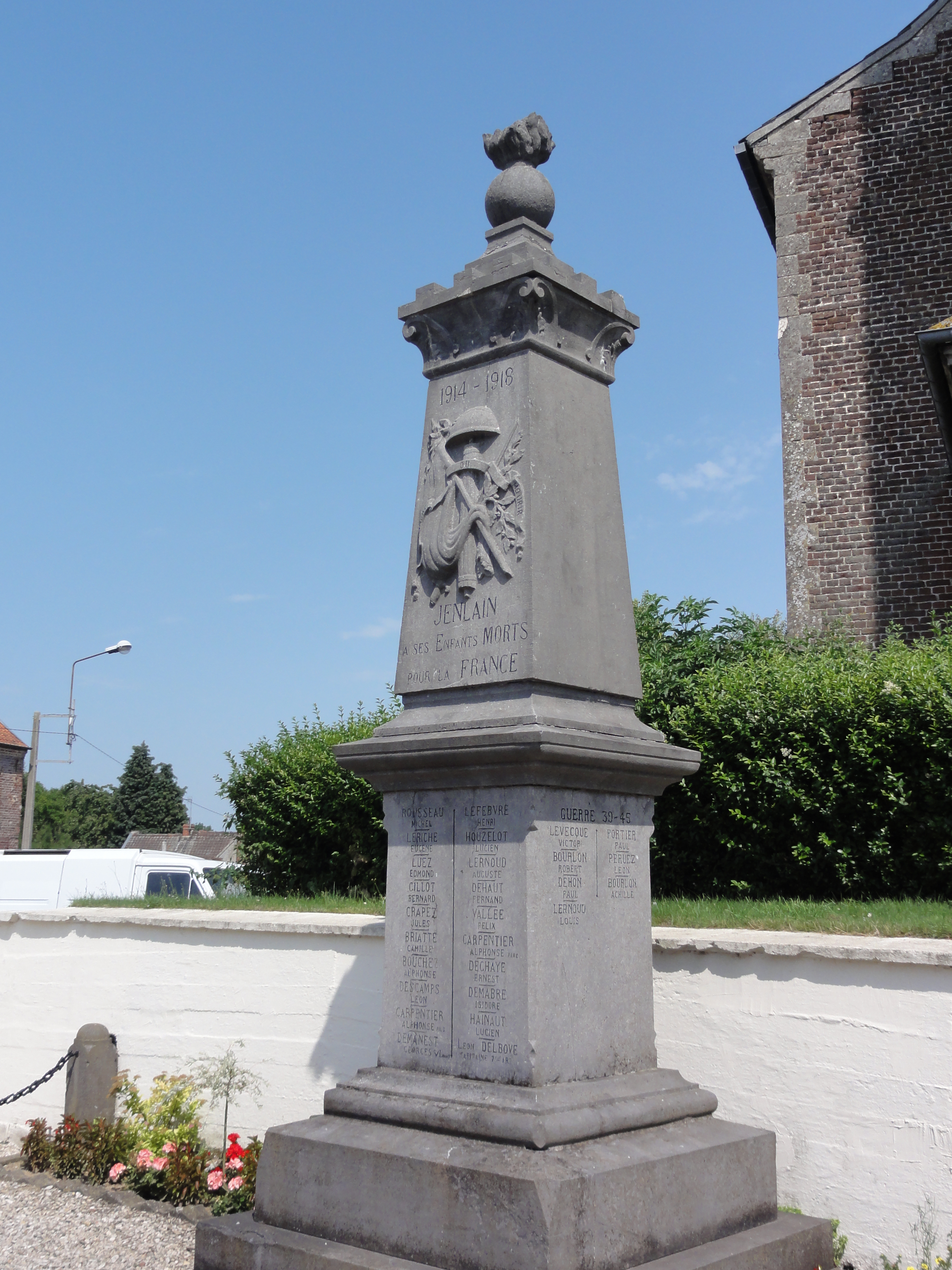
Le monument aux morts.
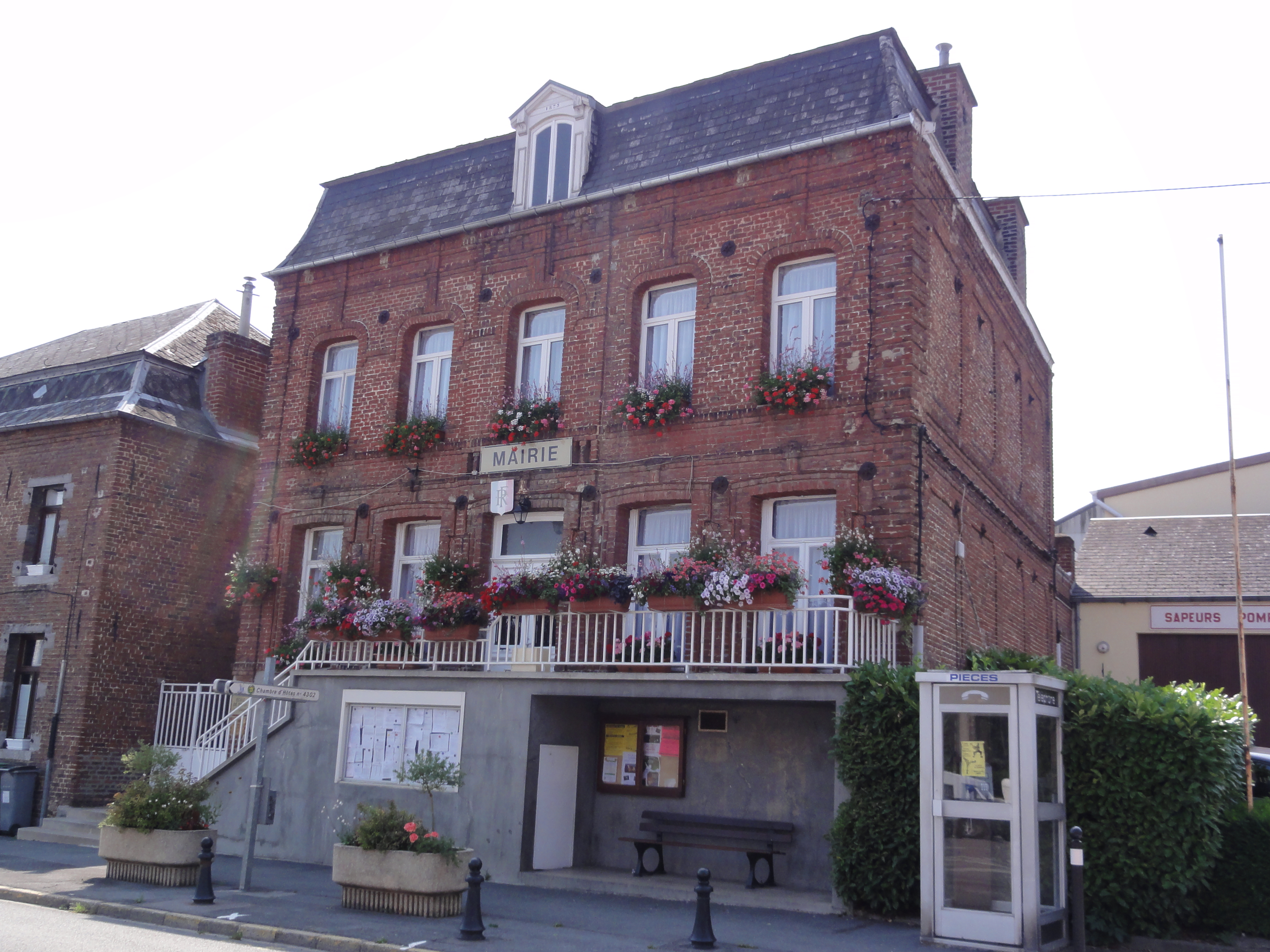
La mairie.
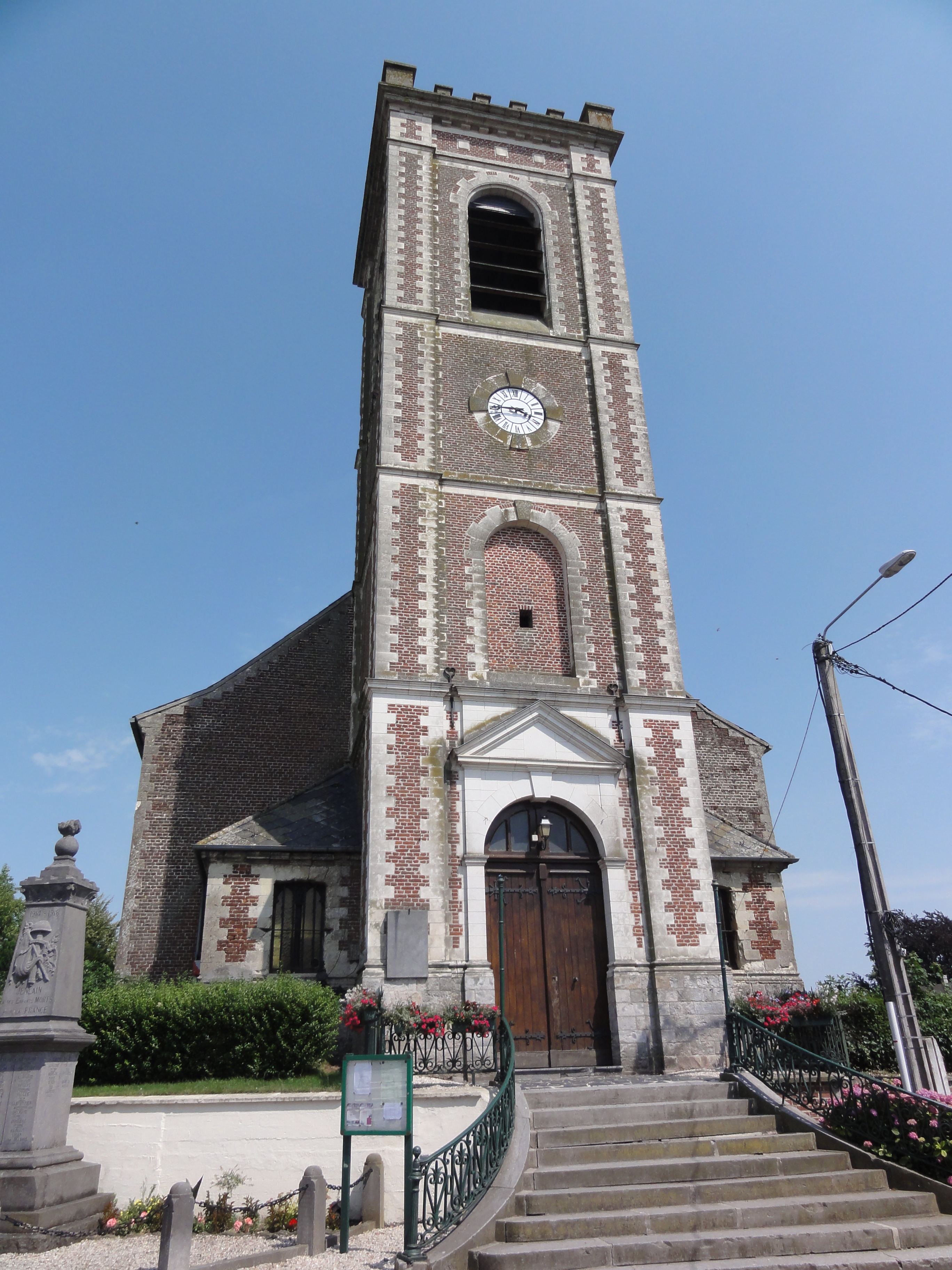
L'église Saint-Martin de Jenlain.
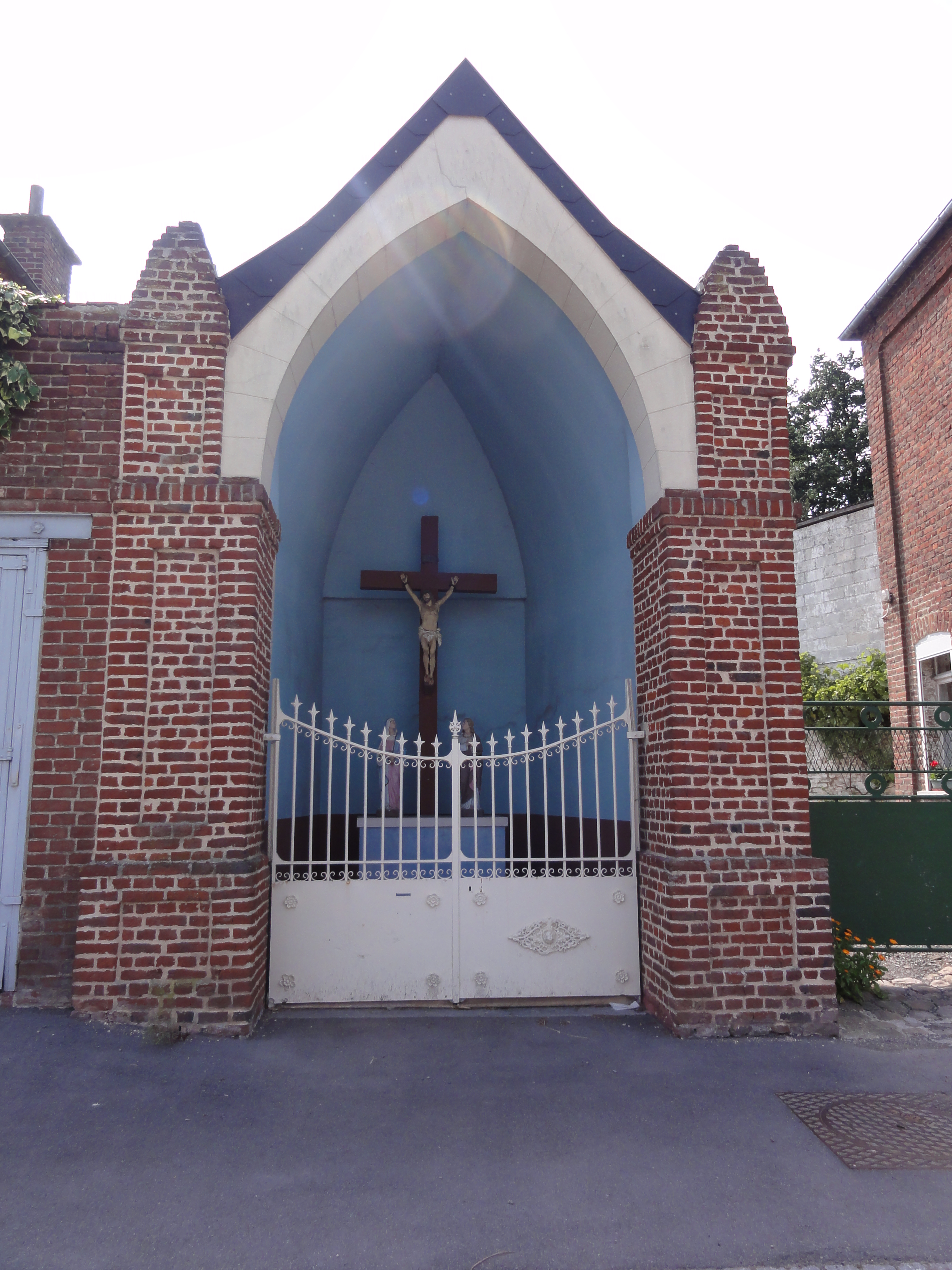
Le calvaire.

### Personnalités liées à la commune
L'Histoire généalogique des Païs-Bas, ou Histoire de Cambray et du Cambresis, livre de 1664 signale un acte de 1196 qui mentionne un Simon de Jenlain.
Villehardouin rapporte que son frère Nicolas de Jenlain sauva la vie à Jacques II d'Avesnes pendant la prise de Constantinople en 1203, à l'attaque de la Tour de Galatha.
Un autre seigneur de Jenlain était Jean de Mauny, dit le Borgne de Mauny, qui épousa Jeanne de Jenlain. La demeure de ce Jean de Mauny seigneur de Jenlain fut brulée en 1319, parce qu'il avait dérogé aux droits du comte du Hainaut. Son fils Gauthier de Mauny (Walter Manny), sire de Jenlain, est bien connu grâce aux Chroniques de Froissart.

### Héraldique
|  | Les armes de Jenlain se blasonnent ainsi : "D'argent, au chevron de sable accompagné de trois trèfles de sinople". On le retrouve parfois sous l'ancien Blason : "D'argent au chevron de sable, accompagné de trois trèfles du même." |

## Pour approfondir